# Ježíšův kostel v Těšíně
Ježíšův kostel v Těšíně neboli Kostel milosti v Těšíně (pol. Kościół Jezusowy, Kościół łaski; něm. Jesuskirche, Gnadenkirche) je největším luterským kostelem ve středovýchodní Evropě; sehrál významnou roli i v dějinách českého protestantismu.

## Dějiny
Stavba luterského kostela v Těšíně byla povolena císařem Josefem I. roku 1709 tzv. exekučním recesem k altranstädtské smlouvě. Pozemek pod kostel zakoupili téhož roku těšínští evangeličtí stavové za Horní branou města Těšína, vně městských zdí. Základní kámen ke zděnému kostelu byl položen 13. října 1710, při slavnosti položení základního kamene byl kostel nazván Ježíšův kostel. Kostel byl postaven podle plánu opavského architekta Jana Hausrückera. Dokončen byl výstavbou věže roku 1772.
Byl to jediný nekatolický kostel na území Horního Slezska; poté, co převážnou část Slezska připojil k Prusku Fridrich II., stal se Ježíšův kostel jediným nekatolickým kostelem v českých zemích (s výjimkou Ašska).
Díky tomu, že byl kostel potupně vykázán za brány města, unikl požárům, které město Těšín postihly, a zachoval se v původním stavu.
Po rozdělení Těšínska mezi Československo a Polsko roku 1920 se kostel ocitnul v Polském Těšíně.
V letech 2018-2022 kostel prošel rozsáhlou renovací.

## Architektura
Ježíšův kostel je reprezentantem rakouského baroka, ovšem protestantsky střízlivého. Je pětilodní bazilikou na půdorysu kříže s půlkruhovým presbytářem. Z výzdoby interiéru stojí za povšimnutí oltář a obrazem Poslední večeře Páně se sochami čtyř evangelistů z roku 1766; kazatelna se sochou zmrtvýchstalého Krista z roku 1782, klasicistní křtitelnice a varhany.
V kostele je v současnosti 3500 míst k sezení; pojme však více než 6000 osob.
Kostel je 54,5 m dlouhý a 38,5 m široký, šířka hlavní lodi činí 14,05 m. Uvnitř je kostel vysoký 24 m, výška věže činí 72 m.

## Odkazy

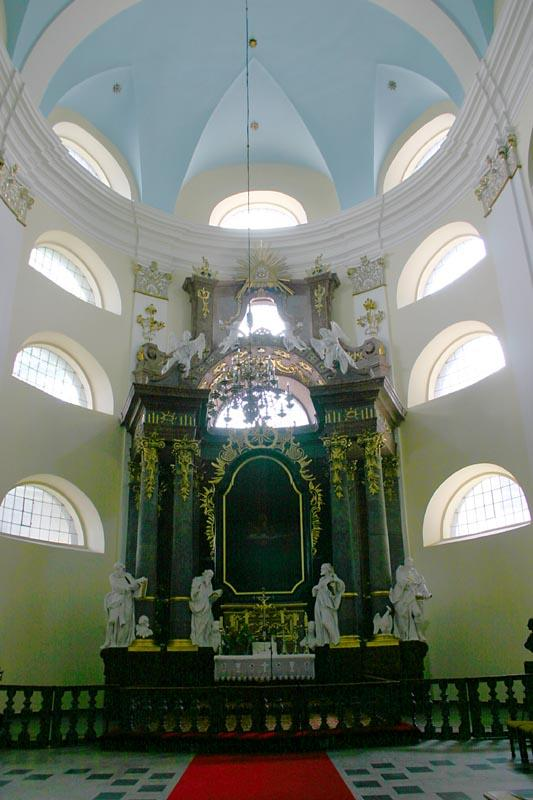
Hlavní oltář